# Nippon Animation
Nippon Animation Co., Ltd. (日本アニメーション株式会社, Nippon Animēshon Kabushiki Gaisha) é um estúdio de animação japonês;